# ケロロ軍曹 メロメロバトルロイヤルZ
『ケロロ軍曹 メロメロバトルロイヤルZ』（ケロロぐんそう メロメロバトルロイヤルゼット）は、2005年11月17日にバンダイから発売されたPlayStation 2専用ゲームソフト。ジャンルは「ドタバタ3Dアクション」と名付けられた対戦アクションゲームである。

## 概要
前作『ケロロ軍曹メロメロバトルロイヤル』より新キャラクターと新モードを採用。またキャラのグラフィックやエフェクトも強化されている。オープニングやストーリーモードは削除されている。

## 主な前作との違い
- オープニングとストーリーモードの削除
- メニュー画面（前作:スタート画面からアクセスしプラモデルのランナー風のメニュー/今作:スタート画面から選ぶ）
- キャラクター選択画面（前作:プラモデルのランナー風/ガチャガチャのカプセル風orフィギアの外箱風）
- ギャラリーの選択画面・BGM（前作:忍者屋敷風BGMはメニューと同じ/今作:メインはカードになり後は従来のもの右側には下に行く度ケロロがニョロロに吸われそうになる。BGMは学校の授業開始・終了のメロディと子供に騒ぎ声）
- キャラクターの追加・プリセット（前作ではクリアしないと登場しない秋とモアと前作では桃華の技での登場のポール、ケロロ地球人スーツと556の登場）
- キャラクターのコスチュームを選べる
- 1つのステージに2種類あるパターンはそのままだが、ポヨンちゃんによるパターン変更はない。
- キャラクターデザインは前作ではアニメ1stシーズンに準したものが今作はアニメ2ndシーズンに準する。キャラクターによっては1stシーズン仕様にコスチュームとして変更可能。
- ステージのデザイン変更
  - 日向家・なかのちゃぶ台（木目がから新聞紙に）、ジャンプ不能になるプラモ塗料の色（黄から紫）に、かごの中（みかんがガチャガチャのカプセルに）
  - 温泉・地下遺跡の地面の模様（ナスカの地上絵風から古代文字が書かれた大理石に）
  - 神社・雪化粧は前作では昼間だったが今作は夕方

他

## ゲーム内容
チャレンジモード
全10面のステージをクリアするモード。キャラクターの難易度ごとに隠しコスチュームが入手できる。
サバイバルモード
与えられたミッションをクリアして元帥を目指すモード。プレイヤーが負けるまで続く。
フリーモード
対戦。自分で自由に人数やチームを設定できる。
2D格闘風
奥行きのない2D。アイテムは発生しない。
トレーニング
技の練習ができる。2人までしか選べない。今作では相手キャラクターも操作できるようになった。
ギャラリー
ゲーム中のサウンドやボイスが聞ける。ゲームをどれだけ遊んだか、もしくは特定の条件を満たすことで増えていく。
オプション
難易度、制限時間などの設定ができる。
今作ではモードを選ぶごとにランダムでキャラクターが話すようになっている。またゲーム起動時の警告メッセージも2パターン（キャラクターとノーマルVer.）存在する。

## システム
基本は通常技、投げ、精神力ゲージを消費しての必殺技・超必殺技や落ちているアイテムを使って戦うゲーム。攻撃することで精神力ゲージは溜まる。タイミングよく相手の攻撃をガードするとクリティカルガードになり、敵を突き飛ばすことができる。このほかに感情状態（キャラクター一人一人の性格も関係している）でキャラクターの状態が変化する。味方で弱点キャラが殴られると「怒」が溜まり、KOされると「怒」が静まる。嫌いなキャラが殴られるかKOされると「楽」が溜まる。
- - 楽モード

移動速度がアップ。
精神力ゲージの溜りが早くなる。
精神力ゲージ残量が1以下にならない。
- - 怒モード

発動時に、精神力ゲージが瞬時に満タンになる。
スーパーアーマー状態になり、攻撃を食らってものけぞらない。
ギロロ以外、移動速度がダウン。
ギロロ・桃華以外はダッシュが不能に。

## 登場キャラクター
ケロロ軍曹
声：渡辺久美子
主人公。平均的に高い能力を持つ。至福のひとときを使うと楽モードになるが、攻撃されると別の技に変わる。
必殺技1 爆熱ケロロフィンガー
前進しながら赤く輝く手で相手を攻撃する。
必殺技2 必殺ガトリングほうきアタック
ほうきを持って回転しながら上昇攻撃を繰り出す。　　　　　　　
超必殺技 至福のひととき（→）お前ら全員アホンダラじゃあ〜!
ガンプラの頭部部分接着状態のままで、その後何もなければガンプラを完成させて楽モードになる。攻撃されると全身にダイナマイトを身にまとい自爆覚悟の大爆発をする超必殺技。
弱点キャラ 冬樹
嫌いキャラ 夏美
コスチューム フルアーマーケロロ
ギロロ伍長
声：中田譲治
軍人気質を持つ戦闘のプロ。重火器を装備しているため動きは遅く二段ジャンプ不可だが、原作の設定を反映し怒モードではスピードが高くなる。
必殺技1 60mmレーザーキャノン
相手に向けて長距離レーザーを撃ち込む技。
必殺技2 ケロン地雷
その場に地雷を設置するトラップ系の技。もう一度同じ技を発動させると地雷を起爆させる。
超必殺技 MS-18E ケンプファー Ver.ギロロ
相手に向かってバズーカでの一斉射撃を行い、その後チェーンマイン（連結式機雷）を投げつける銃火器系オンパレードの必殺技。
弱点キャラ 夏美
嫌いキャラ クルル、サブロー
コスチューム セーラー服
タママ二等兵
声：小桜エツ子
ケロロを慕う幼年ケロン人。格闘戦に強く、スピードも速い。怒りやすい。
必殺技1 タママインパクト
口からレーザー状の破壊光線を繰り出すタママの得意技。
必殺技2 燃えよ!ケロロン
その場でヌンチャクを振り回す範囲技。
超必殺技 タママ流究極奥義・超嫉妬玉
上空にジャンプした後、地面に向けて世界中の嫉妬を球体状にして放たれる究極技。操作せずに放置しておくと手を上空にかざして嫉妬玉の威力が増加する。今作ではエフェクトが付いた。
弱点キャラ ケロロ
嫌いキャラ モア
コスチューム カンフーパンツ 隊長服
クルル曹長
声：子安武人
陰険・陰湿な発明家。全キャラクターでスピードが遅く前転もできないが、ガードしながら移動できる。
必殺技1 リフレクターシールド
攻撃判定のある特殊な防御板を前方に作り出す技。飛び道具を跳ね返す効果あり。
必殺技2 俺の子守唄でも聴いていっちまいな!
周囲に催眠音波を発信させて命中した相手を30%の確率で眠らせる状態異常攻撃技。
超必殺技 クルル時空・改 Ver.黄泉比良坂
相手を飲み込む渦を作り出す技。ただし、発生が遅い。
弱点キャラ モア
嫌いキャラ ギロロ
コスチューム ちょんまげお殿様
ドロロ兵長
声：草尾毅
アサシン部隊の精鋭。スピードが速く、3段ジャンプもできる。ジャンプ中にR1を押すとジャンプキャンセル着地できる。
必殺技1 必殺ドロロ車
宙に浮いた状態で前転して行き、触れた相手を切り裂く技。
必殺技2 ドロロ流・影縫い
ドロロを包み込む黒い球体を生み出し、範囲内にいた敵を居合い斬りで攻撃する技。
超必殺技 変異抜刀 ドロロ切り
瞬時に前方に向かって駆け抜け、軌道上にいる敵を居合い斬りで攻撃する技。
弱点キャラ 小雪
嫌いキャラ ケロロ
コスチューム お誕生日会（くまの着ぐるみ）
日向冬樹
声：川上とも子
ケロロ軍曹の親友。前作より基本性能が上昇している。
必殺技1 やけくそ冬樹アタック
腕を振り回しながら前進していく技。　
必殺技2 伝説モード
色々な物を身にまとい怒モードと同じようにスーパーアーマー状態になる。　　
超必殺技 衝撃映像
めったに怒らない冬樹が怒って相手を掴んだ後、瞬時に攻撃を繰り出す本作で最強威力を持つ技。ただし、相手を掴んで発動のために命中射程は短い。
弱点キャラ　ケロロ、夏美、秋
嫌いキャラ　なし
コスチューム 潜水服
日向夏美
声：斎藤千和
冬樹の姉。弟と対照的に基本性能は高く、格闘戦に優れる。
必殺技1 723シュート
前方にジャンプ回転し、相手を掴みにいく投げ技。
必殺技2 H・ES（ヒナタ・エクソダスシール） Ver.夏美 
強烈な回し蹴りを繰り出す技。やや出が遅い。秋と同じチームで同名の技を同時に相手に当てるとH・ES コンビネーションが発動する。
超必殺技 デビルサマー
怒りのオーラを見せた後、前方の相手を掴んで攻撃を繰り出す技。射程は極めて短い。コスチュームチェンジに伴い超必殺技カットが描き直されている。
弱点キャラ 冬樹、サブロー
嫌いキャラ ケロロ
コスチューム 体操服 普段着（旧Ver.）
西澤桃華
声：池澤春菜
冬樹に片思いしている同級生。タママ同様二重人格。西澤家特性のスーツを利用することによって前作と技が変わり、遠距離向きのキャラクターとなった。
必殺技1 桃華インパクト 
「タママインパクト」を西澤家の高度な科学力にて再現し、左手に装着したショット砲からレーザービームを繰り出す技。
必殺技2 雷撃!!（桃華観察衛星 SOL）
その場に衛星からの稲妻を落とす技。
超必殺技 ハイパー桃華インパクト！ EX
裏桃華になり、西澤家の高度な科学力にて作り出されたスーパーアーマー（仮）を装着後、最大出力で巨大なレーザー砲を放つ技。
弱点キャラ 冬樹
嫌いキャラ 夏美
サブロー
声：石田彰
夏美の憧れの人物。クルルのパートナー。コンボ中実体化ペンでアイテムを投げつけ状態異常を引き起こすことができる。
必殺技1 マニピュレーション
紙飛行機（ホーミング）、木馬（ガード上からでも気絶値上昇）、爆弾（ガード不可、高威力）のいずれかを生み出す技。
必殺技2 インビジブル
その名の通り一定時間姿を消す技。ホーミング効果のある武器からも逃れられる。前作と違い線が残るようになった。
超必殺技 出会いには必ず別れがあるBYサブロー
一定時間自身の周りにファンネルを作り出す技。フィンファンネル（高めの攻撃力）、ドムの頭（高めの気絶値上昇効果）、木馬（ガード上からでも気絶値上昇）の3種類がある。
弱点キャラ なし
嫌いキャラ なし
コスチューム 制服（冬Ver.）
東谷小雪
声：広橋涼
夏美の同級生。忍者の少女。ドロロのパートナー。身のこなしが軽く、空中ダッシュが可能。
必殺技1 乱れクナイ
クナイを投げる技。ダッシュ中に繰り出すと3方向にクナイを投げ、待機中に使うと前方に向けて3本クナイを投げる。
必殺技2 快刀乱麻
下段回し蹴りから身体を回転させ打撃を繰り出す技。
超必殺技 忍法･桜吹雪
前方にダッシュし俊敏な動きで相手を切り裂く技。
弱点キャラ 夏美
嫌いキャラ なし
コスチューム 制服（夏Ver.）
アンゴル＝モア
声：能登麻美子
ケロロを「おじさま」と慕うアンゴル族の少女。基本性能は低く、喜びやすいが、必殺技の威力は高い。
必殺技1 ルシファースピア
愛用のルシファースピアで突き攻撃を繰り出す技。連続入力可能で、突き→振り上げ→振り下ろしの最大3連続コンボへと繋がる。
必殺技2 黙示録撃（ハルマゲドン）1/10,000,000,000,000
ルシファースピアを地面に叩きつける技。攻撃時に発生する衝撃波に命中判定がないために射程は短め。
超必殺技 黙示録撃1/10,000,000,000
ルシファースピアを地面に勢いよく叩きつけて地面にいるキャラクター全員に攻撃する技。地面にいれば画面端同士でも命中するが発動の隙が大きめ。前作と必殺技のボイスが変更されている。
弱点キャラ ケロロ
嫌いキャラ なし
コスチューム バニーガール 普段着（旧Ver.） 審判衣装
日向秋
声：平松晶子
日向家の家長で冬樹、夏美の母。夏美以上に基本能力が高く格闘戦に強い。空中ダッシュが可能。
必殺技1 H・ES（ヒナタ・エクソダスシール） Ver.秋
突進しながら肘打ちを繰り出す。その後、追加コマンドで気の塊や空中投げなどの派生技を持つ。夏美と同じチームで同名の技を同時にを相手に当てるとH・ES コンビネーションが発動する。
必殺技2 真空日向投げ
その場で構えた後、攻撃してきた相手をすかし投げで反撃する技。発動時間は短め。
超必殺技 アクションインパクト 神竜日向拳
きりもみしながら上昇攻撃を繰り出していく。命中範囲は狭く、近接していないとコンボにならない。
弱点キャラ なし
嫌いキャラ なし
コスチューム ツインテール

### 新キャラクター
ポール森山
声：藤原啓治
桃華の執事。元ストリートファイター。格闘戦寄りのテクニカルキャラクター。操作せずに放置しておくと、お茶を飲み始め体力が回復する。
必殺技1 ポール踵落し
飛び込み前転からの踵落しで攻撃する技。
必殺技2 ポール百烈拳
その場で連続正拳突きを繰り出し、最後にアッパーで打ち上げる技。
超必殺技 ポール烈波
前方に向かって連続ジャンプアッパー攻撃する技。
弱点キャラ 桃華
嫌いキャラ なし
コスチューム 胴着
地球（ペコポン）人スーツ
声：渡辺久美子
地球人スーツを着用したケロロ。他のケロロ小隊の能力・技を使用可能。
必殺技1 リフレクターシールド
クルルと同様にパソコンを使用して前方に防御壁を作り出す技。パソコンを使用するために技の出がやや遅め。
必殺技2 嫉妬玉Ver.地球人スーツ
タママと同様にその場ジャンプ後、負の感情を集めた暗黒球体を地面に向けて放つ技。技発動時から命中判定がある。
超必殺技 ケロン流究極奥義・ケロロ乱舞
構えた後怒涛の連続ラッシュを繰り出す技。
弱点キャラ 冬樹
嫌いキャラ 夏美
コスチューム 初代ペコポン人スーツ
556
声：檜山修之
宇宙探偵。ケロロの幼馴染。無敵時間の長い技が多く、相手を巻き込める。
必殺技1 556レーザー
前方に向かって連続ビームを繰り出す技。
必殺技2 癒着
その場で当たり判定のあるスパークを発しながら「宇宙探偵556」に変身する技。発動後には楽モードになる。
超必殺技 556オーガニック
「宇宙探偵556」に変身した後レーザー竹刀による振り下ろし攻撃を繰り出し、命中後大爆発でダメージを与える技。
弱点キャラ なし
嫌いキャラ なし
コスチューム サンタコスプレ

## アイテム

### ガード不可系
- KCCCSD

謎のエネルギー光球。投げた瞬間、時間が停止して光球だけがまっすぐ進んでいく。敵の誰かが光球に触れるとガード不能の大爆発を起こす。
- ケロボール

敵に電撃攻撃をかける。ボタン押しっぱなしで25％の確率で故障・爆発する。
- スペースコロニー

投げると空から巨大なコロニーが落ちてくる。「○○は自らの行いに恐怖した」のナレーションとともに、敵味方問わず全員に大ダメージ。
- 石鹸

踏むとダウンする。
- タライ

取ると自分以外のキャラクターの頭上に落下しダメージを与える。
- 投げ槍

ガード不能で敵を貫通していく。
- バケツ

ケロン人に当たるとバケツを頭から被る状態になり、一回だけオートガードになる。
- バナナの皮

バナナを取ると出現。設置して踏むとダウンする。
- 雪玉

神社（雪景色）ステージ限定アイテム。ガード不能。特定の場所ならいくらでも拾える。

### 装着系
着けていると、様々な効果が得られる。ダメージを受けると外れる。
- アフロヘア

拾ったキャラクターに応じた形になる。拾った時に感情が変化したり、時折飛び道具を反射したり突如爆発したりする。
- お面
  - ゲロロ酋長

装着している間移動速度が1.35倍に。
- - キロロの右

装着している間ずっと攻撃力が1.3倍に。
- - ダママ男爵

装着している間ずっと精神ゲージ増加率が3倍に。
- ガスマスク

秘密基地（司令室）ステージ限定アイテム。睡眠ガスの効果を無効化する。
- シャアの角

装着している間スピードが1.75倍になる。

### ガード系
- ガンダムシールド

敵からの攻撃を7回自動防御する。
- ギャンシールド

敵からの攻撃を1回自動防御、防御時にミサイルを発射する。
- ゲルググシールド

敵からの攻撃を3回自動防御する。

### 射撃系
- アサシン大豆銃

散弾銃。威力は低めだが、攻撃範囲がかなり広い。連続ヒットはしないが、連射可能。弾数は8発。
- 火炎放射器

押している間、炎が出続ける。
- キンキンケロン波

相手を貫通するレーザー形飛び道具が撃てるようになる武器。弾数は5発。
- ザクマシンガン

連射可能。弾数は9発
- ビームライフル

形状はガンダムのビームライフル。弾数は8発。
- ハイパーバズーカ

形状はνガンダムのバズーカ。相手に命中時に発生する爆風にも攻撃判定あり。弾数は4発。
- ロケットランチャー

誘導機能がある。弾数は3発。

### 打撃系
- 小槌

攻撃すると相手にランダムで状態異常を引き起こす。
- スタンガン

気絶値が高い。ガード上からでも気絶値が溜められる。
- ハイパービームサーベル

高威力でリーチも長く、手元まで攻撃判定のある武器。
- まくら

30％の確率で相手を眠らせることができる。リーチは短く威力は低め。
- 槍

ビームサーベルよりやや威力は劣る武器。

### 投げ系
- アイテムボックス

秘密基地（格納庫）ステージ限定。何かにぶつけると割れて中から別のアイテムが出てくる。
- 足かせ

相手にぶつけると相手をジャンプ･ダッシュ不能にできる。
- あの埋蔵金

温泉（地下遺跡）ステージ限定。何かにぶつけると割れて中から別のアイテムが出てくる。
- 宇宙生物ミックスお好み焼きFX

相手にぶつけるとしばらく頭にへばりつく。当たると体力が8％回復するが、精神力ゲージストックが1つ減る。
- ガスボンベ

投げると画面中を飛び回り、当たるとダメージ。落ちている状態のガスボンベを攻撃しても飛び始める。
- ガチャモン

宇宙生物が封印されたボール。相手に投げつけると4種類の内どれかの効果を発揮する。
- - 宇宙ニョロ

相手をしばらく行動不能にする。
- - 宇宙植物ドリーミン

しばらく行動不能になるうえ、体力が徐々に減っていく。
- - チスイホタルΣ

キャラに取り付き、徐々に体力を奪う。取り付かれたキャラクターは、他のキャラクターを攻撃することでチスイホタルを乗り移させることができる。
- - アンドロメディアンハスキー

くっつかれている間、ジャンプとダッシュが不能に。
- 石版

温泉（地下遺跡）ステージ限定。ぶつけると割れて中から別のアイテムが出てくる。
- 爆弾

形状は不発弾。時限式の爆弾。カウントが0になると爆発する。抱えている最中に攻撃を受けても自分がダメージを受ける。地面に落ちている爆弾に攻撃を加えても爆発する。

### 効果系
- 赤汁

攻撃力がアップするが、感情が通常状態に戻る。
- いきなり団子

ライフ回復
- 宇宙ケルベロスのキモ

ライフ20%、精神力ゲージ2本回復。
- 沖縄製菓

ライフ15%回復。
- カルプスΩ

ライフ小回復＋感情が楽モードになる。
- 消えたライト

ライトの故障品。拾った瞬間、画面が真っ暗になる。
- ケロッチューチョン

ライフ回復。ただし精神力ゲージのストック数が減少。
- コーヒー牛乳

ライフ12%回復。
- 午後のモアモアティー

体力小回復及び精神ゲージ最大値＆ストックが1本上昇。
- 心茶

精神ゲージ最大値が9本に。
- 食パン

ライフ15%回復。
- すいとーるくん

すいとーるくんに乗って高速移動&体当たりが可能になる。ただし、ジャンプはできなくなる。一定時間経過するか、敵の攻撃を1発くらうと爆発して壊れ、ダウンする。
- スター

一定時間、無敵になることができる。
- ストック上限UP剤

精神力ゲージのストック数上限が1本増える。
- スポットライト

拾った瞬間、画面が真っ暗になり、自分以外のキャラクターにランダムにスポットライトが当たる。
- デコポン100％

体力小回復＋精神ゲージが最大まで上昇。
- バナナ

体力10%回復。食べた後、皮を投げ武器として使える。
- パワーUPドリンク

攻撃力が1.3倍になる。
- わたあめ

神社（夏祭り）ステージ限定。体力10%回復。柄が3種類あるが特に違いはない。
- フィン･ファンネル

フィン･ファンネルを打ち上げる。拾った本人以外をランダムに攻撃する。取ると専用台詞あり。
- 星のおじさま

スター同様、一定時間無敵になることができる。
- ポテト

ライフ回復
- やきいも

ライフ10%回復。女性キャラクター限定で精神ゲージ1本回復。
- わたあめ

神社（夏祭り）ステージ限定。体力10%回復。柄が3種類あるが特に違いはない。

### 固有系
以下のアイテムは特定のキャラクターが取ると精神力ゲージが全快する。他のキャラクターが取っても効果は無く、そのキャラクターが文句を言う。
- ガンプラ

ケロロ専用。
- 松ぼっくり

ギロロ専用。
- くるくるキャンディ

タママ専用。他キャラがとってもライフが回復する。
- ヒップホップCD

クルル専用。
- お花

ドロロ専用。
- UFO

冬樹専用。
- 鬼娘の水着

夏美専用。
- 金塊

桃華専用。
- ペン

サブロー専用。
- 秘伝書

小雪専用。
- 地球儀

モア専用。
- 原稿

秋専用。
- 白い手袋

ポール専用。
- ゲロロ艦長ビデオ

ペコポン人スーツ専用。
- Bニウム

556専用。

## ステージ
本作ではステージ変更はなくなった。
- 日向家（そと / なか）
  - そと

日向家の庭。主なギミックはギロロのテントからの銃撃や突如生えてくる宇宙植物。干してあるペコポン人スーツとスワロワ人の巣に攻撃するとアイテムが落ちてくる。
- - なか

ケロロの机の上。主なギミックは爆弾、カプセル。ケロロ小隊をかたどった爆弾に受けると様々な効果を受けられる。プラカラーを踏むとジャンプ不可能になってしまう。完成したガンダムのプラモデルを攻撃するとバルカンで他のキャラクターを攻撃する。
- 神社（夏祭り / 雪化粧）
  - 夏祭り

夏祭りの神社。太鼓による花火や賽銭箱による御利益と任意で発動できるギミックが多い。落ちてくる屋台からはアイテムが得られる。
- - 雪化粧

雪景色の神社。おみくじを引くと様々なご利益を得られるが「大凶」が出ると雪だるまが崩れ、当たると大ダメージを受ける。浮かんでいる衛星「こまわり」からは吹雪でアブダクション光線が発射され当たるとダメージを受ける。神社の隅とうさぎの作り物からは無限に雪玉が手に入る。
- 秘密基地（格納庫 / 司令室）
  - 格納庫

ケロロ小隊の秘密基地。画面左下の発光パネルの絵柄（ケロロ・クルル）を2枚揃えることにより2種類のギミックが発動。空中輸送ドックの上部ハッチに入ると発進台詞と共にビームライフルとガンダムシールドを持って無敵になって出てくるが、失敗してダメージを受けることもある。
- - 司令室

ケロロ小隊の司令室。画面奥のスロットによりアイテム・落雷・ミサイル・睡眠ガス・全ての効果が起こる。睡眠ガスは同時に出現するガスマスクで影響を逃れることができる。
- 桃華リゾート（ビーチ / ジャングル）
  - ビーチ

桃華リゾートのビーチ。所々に段差が多い。スイカとタコ壷を攻撃するとアイテムが出現する。カニを攻撃すると色が青くなって反撃される。
- - ジャングル

桃華リゾートのジャングル。不発弾が多く転がっている。軍人の幽霊を攻撃すると竜巻を起こしたり、人魂で攻撃される。何回か攻撃すると成仏する。
- 温泉（露天風呂 / 地下遺跡）
  - 露天風呂

フロナガン機関。温度計を攻撃すると温泉から様々な効能を得られる。煙突や五右衛門風呂からは湯気が出ることもあり触れるとダメージを受ける。
- - 地下遺跡

過去の文明の宇宙人が残した地球制圧兵器が置いてある遺跡。土偶を攻撃するとレーザーを撃ってくる。一定時間ごとに出現するマグマスイマーに乗ると、ガード不能のドリル攻撃をすることができる。画面端の線路は電気が走っており、触れるとマグマスイマーでないとダメージを受ける。